# Nederlandse kampioenschappen schaatsen pure sprint 2014
De Nederlandse kampioenschappen supersprint en de Nederlandse kampioenschappen pure sprint 2014 werden op zondag 2 februari 2014 gereden op ijsbaan De Westfries in Hoorn. Het was de 24e editie van het NK Supersprint.
Voor de junioren C en B bestond het kampioenschap uit een supersprint-format. Dit is een wedstrijd over tweemaal een 100 en tweemaal een 300 meter per persoon. De tijden werden vervolgens teruggerekend naar de 100 meter en dan pas bij elkaar opgeteld. In het verleden was het zo dat bij de supersprint de vier tijden direct werden opgeteld zonder te terug te rekenen.
Voor de junioren A en de senioren was er een variant die pure sprint werd genoemd. In dit format worden een 100, een 300 en een 500 gereden die vervolgens naar de 100 meter werden omgerekend en bij elkaar werden opgeteld. De winnaar is dan de schaatser met de laagste score in die driekamp.
De titelverdedigers van het seniorentoernooi uit 2013 waren Jesper Hospes en Mayon Kuipers. Hospes verdedigde met succes zijn titel, maar Kuipers verloor haar titel aan de winnares van het supersprinttoernooi van 2012, Floor van den Brandt.

## Uitslagen

### Mannen senioren
| Rang   | Schaatser      | Punten |
| ------ | -------------- | ------ |
| Goud   | Jesper Hospes  | 24.667 |
| Zilver | Oscar van Leen | 25.318 |
| Brons  | Rudy Meereboer | 25.382 |

### Jongens junioren A
| Rang   | Schaatser         | Punten |
| ------ | ----------------- | ------ |
| Goud   | Bob Beijen        | 25.804 |
| Zilver | Cornelius Kersten | 25.924 |
| Brons  | Myron Hamming     | 25.999 |

### Vrouwen senioren
| Rang   | Schaatsster          | Punten |
| ------ | -------------------- | ------ |
| Goud   | Floor van den Brandt | 26.855 |
| Zilver | Janine Smit          | 27.132 |
| Brons  | Mayon Kuipers        | 27.204 |

### Meisjes junioren A
| Rang   | Schaatsster         | Punten |
| ------ | ------------------- | ------ |
| Goud   | Bente van den Berge | 27.306 |
| Zilver | Maud van der Meer   | 28.216 |
| Brons  | Janetta Tolsma      | 28.468 |

Den Haag 1991 · 
Deventer 1992 · 
Groningen 1993 · 
Utrecht 1994 · 
Alkmaar 1995 · 
Deventer 1996 · 
Deventer 1997 · 
Utrecht 1998 · 
Utrecht 1999 · 
Utrecht 2000 · 
Groningen 2001 · 
Deventer 2002 · 
Assen 2003 · 
Assen 2004 · 
Assen 2005 · 
Alkmaar 2006 · 
Groningen 2007 · 
Breda 2008 · 
Enschede 2009 · 
Hoorn 2010 · 
Enschede 2011 · 
Tilburg 2012 · 
Den Haag 2013 · 
Hoorn 2014 · 
Tilburg 2015 · 
Den Haag 2016 · 
Breda 2017 · 
Groningen 2018 · 
Deventer 2019 · 
Amsterdam 2020 · 
2021 ·
Alkmaar 2022 ·
Tilburg 2023 ·
Tilburg 2024 ·
Eindhoven 2025